# Opwisborg
Operation Wisborg var ett airsoftspel som utspelade sig på Gotland i juli 2006. Spelet hade cirka 80 deltagare och var Gotlands första airsoftspel. Spelet fick mycket beröm av deltagarna och ett spel OP: Wisborg 2007 sägs redan vara på planeringsstadiet. Marken som användes för spelet var Tingstäde skjutfält.

## Handling
Provinsen Ahrbekistan har efter en längre tids förtryck från Ryska federationen utropat sig till självständig stat. Det har lett till blodiga strider med många civila offer som följd. Frustrerade över att omvärlden inte uppmärksammat deras sak har några ahrbekiska terrorister, kallade Gröna brigaden, ockuperat vissa delar av Gotland. Förhandlingarna med Gröna brigaden har varit fruktlösa och den svenska regeringen har därför beslutat att ta till väpnat motstånd. Eftersom det svenska försvaret inte har resurser nog har man bett NATO och USA om väpnad hjälp. Vädjan har hörsammats och strider pågår nu i de gotländska skogarna mellan soldater från flera olika läger. 

## LAG

### NATO
ATCS (Airsoftlag)
Martin Wolf
Nice And Cuddley (Airsoftlag)
ODA-574 (Airsoftlag - spelar som US ODA)
Sayeret Golani (Airsoftlag - Spelar med Israelisk utrustning)
Weyland-Yutani Corp (Airsoftlag)
WildBoys (Airsoftlag)
Rebellerna "Gröna Brigaderna
Adam "Under Fire" Lundqvist 
Andreas Käll
Jonathan Lundkvist
Kartoffelkopf (Airsoftlag - Spelar med tysk utrustning)
Los Diablos (Airsoftlag)
Nasty Boys (Airsoftlag)
Ofvansjö Plutonen 3:e (Airsoftlag)
Old Sweden (Airsoftlag)
Patrik Eriksson 
Team 17 (Airsoftlag)
TGF (Airsoftlag - Även kallat 08-Eliten)
Tomas Vestin
Tyrell Corporation Security Division